# Tropicus bartolozzi
Tropicus bartolozzi är en skalbaggsart som beskrevs av Mascagni 1994. Tropicus bartolozzi ingår i släktet Tropicus och familjen strandgrävbaggar. Inga underarter finns listade i Catalogue of Life.